# تاراسیخا
تاراسیخا (به لاتین: Tarasikha) یک منطقهٔ مسکونی در روسیه است که در استان آرخانگلسک واقع شده‌است.